# لقمة الفخذ الوحشية
لقمة الفخذ الوحشية أو الّلقمة الوحشية لعظم الفخذ (بالإنجليزية: Lateral condyle of femur)‏ هي أحد بروزين (نتوئين) اثنين على جسم عظم الفخذ ، والبروز الآخر هو لقمة الفخذ الإنسية (بالإنجليزية: Medial condyle of femur)‏.
لقمة الفخذ الوحشية (الجانبية) هي أكثر وضوحا وبروزاً ، وهي أعرض من الأمام إلى الخلف وأقطارها العرضية أكثر عرضاً أيضا.

## الأهمية السريرية
الإصابة الأكثر شيوعا في لقمة الفخذ الوحشية هي كسر عظمي غضروفي مع خلع الرضفة. يحدث الكسر العظمي الغضروفي في الجزء الذي يتحمل الوزن من لقمة الفخذ الوحشية. عادة، فإن كسر اللقمة (واحتمال خلع الرضفة) يكون نتيجة انحشار شديد من أنشطة مثل التزلج على المنحدرات و الهبوط بالمظلات.
عادة ما تُستخدم جراحة الرد المفتوح والتثبيت الداخلي (بالإنجليزية: Open reduction and internal fixation)‏ لإصلاح الكسر العظمي الغضروفي.

## وصلات خارجية
- Bioweb at UWLAX aplab

## صور إضافية

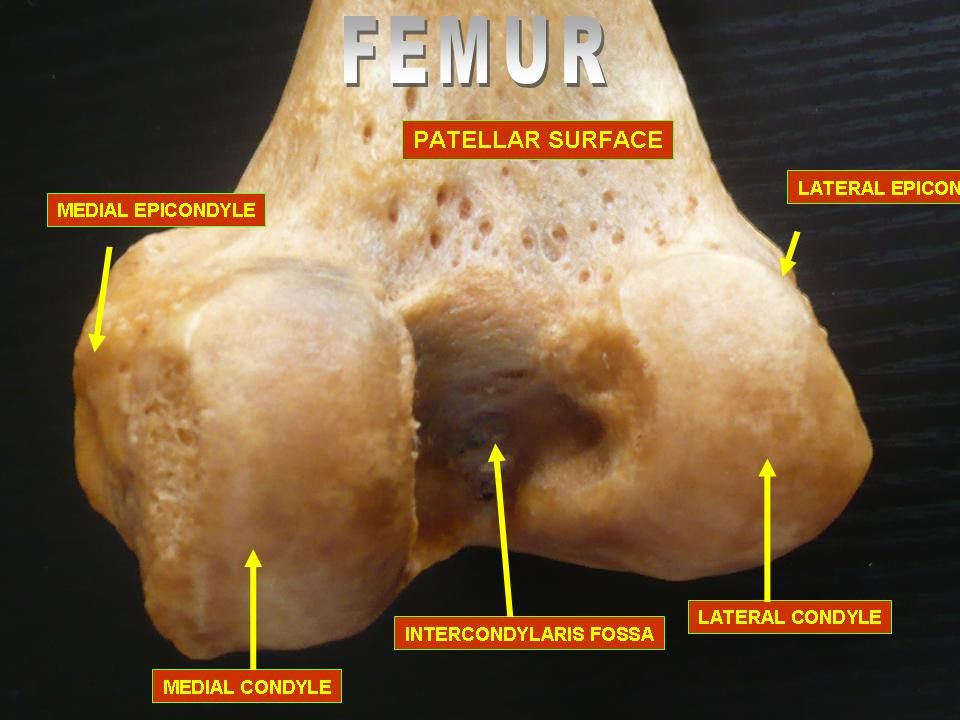
الجزء السفلي من عظم الفخذ.
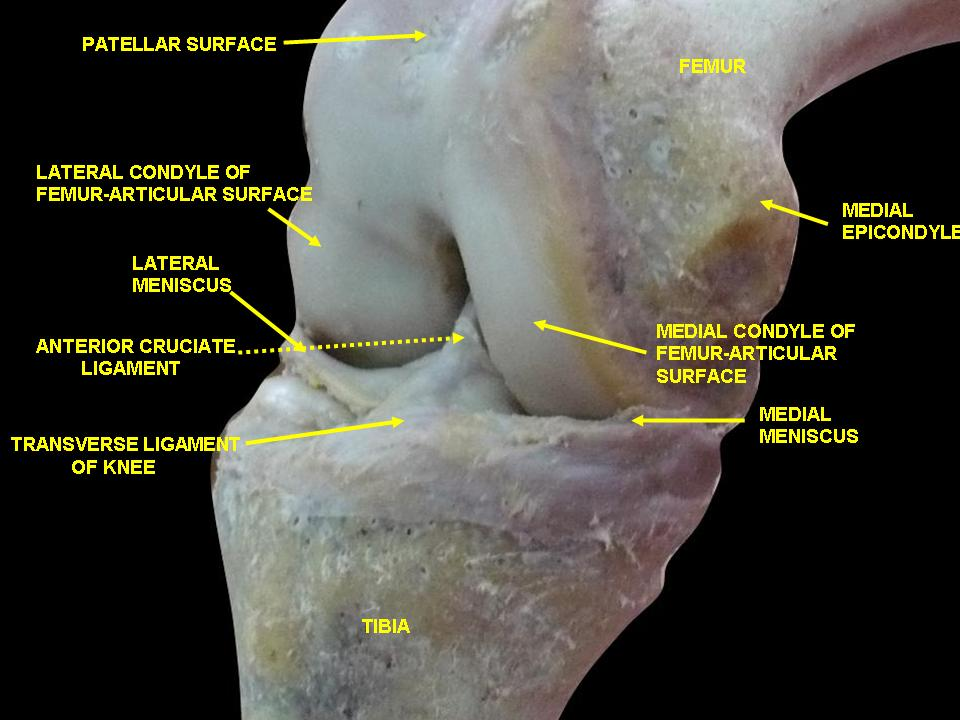
مفصل الركبة. تشريح عميق. عرض أمامي-إنسي.
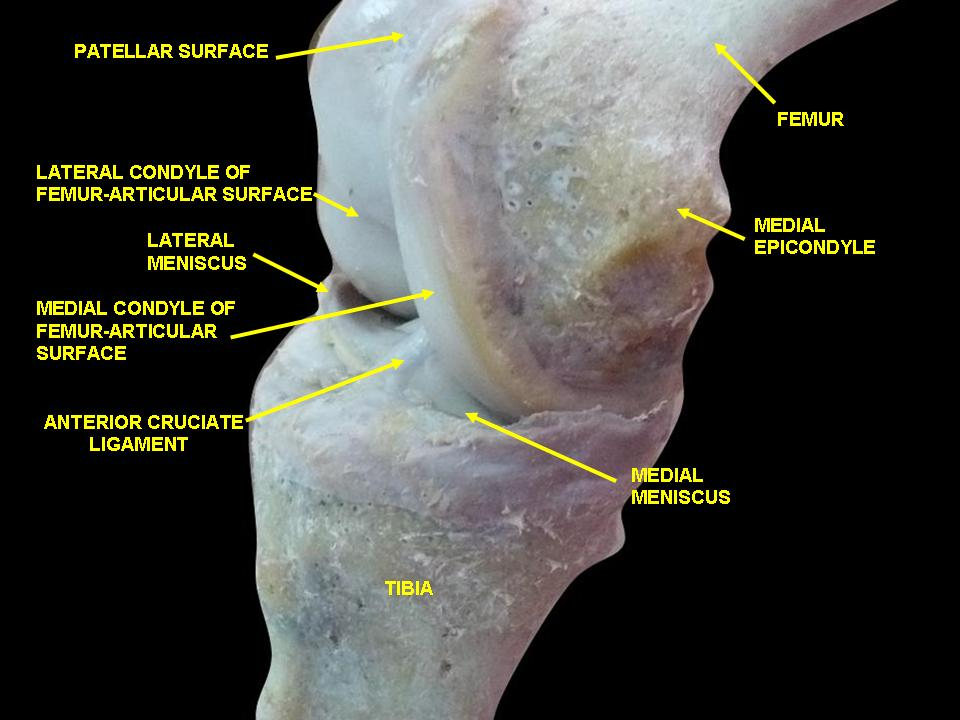
مفصل الركبة. تشريح عميق. عرض أمامي-إنسي.
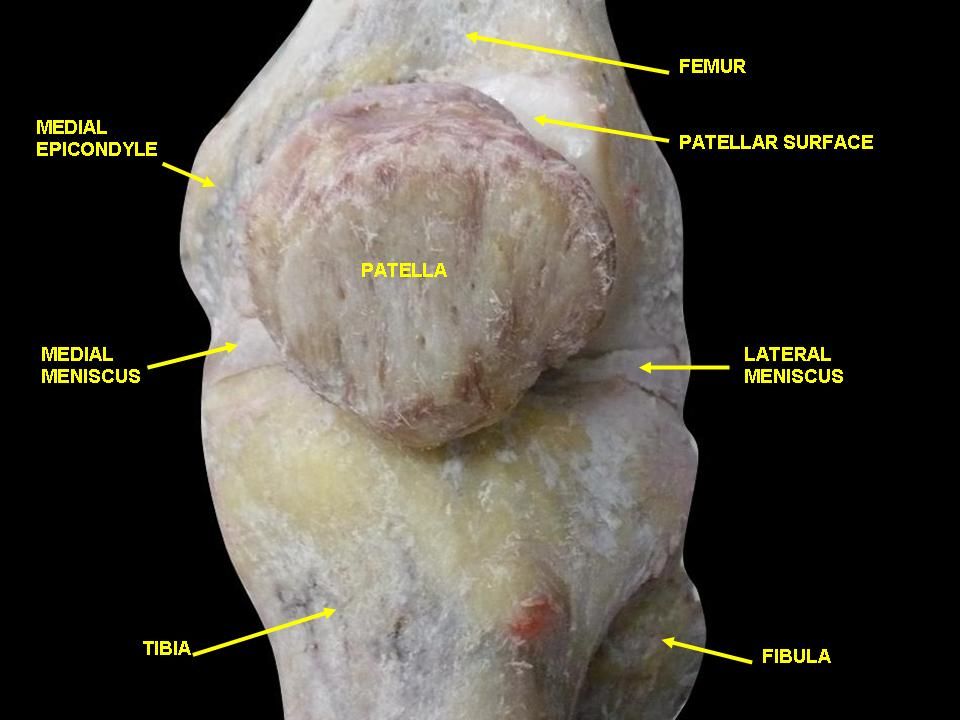
مفصل الركبة. تشريح عميق. عرض أمامي-إنسي.
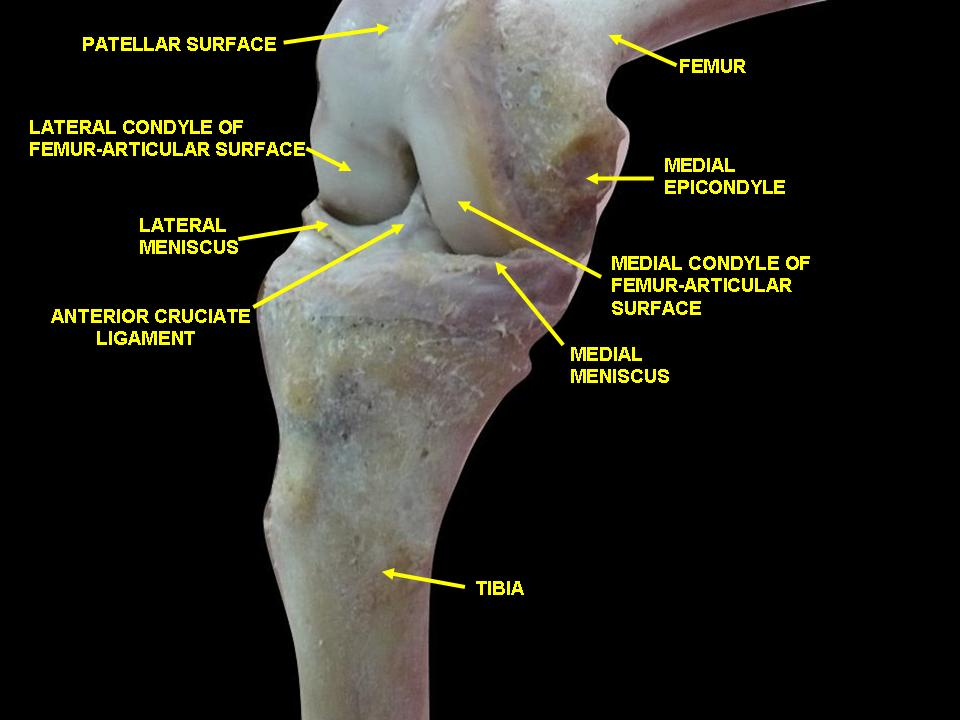
مفصل الركبة. تشريح عميق. عرض أمامي-إنسي.
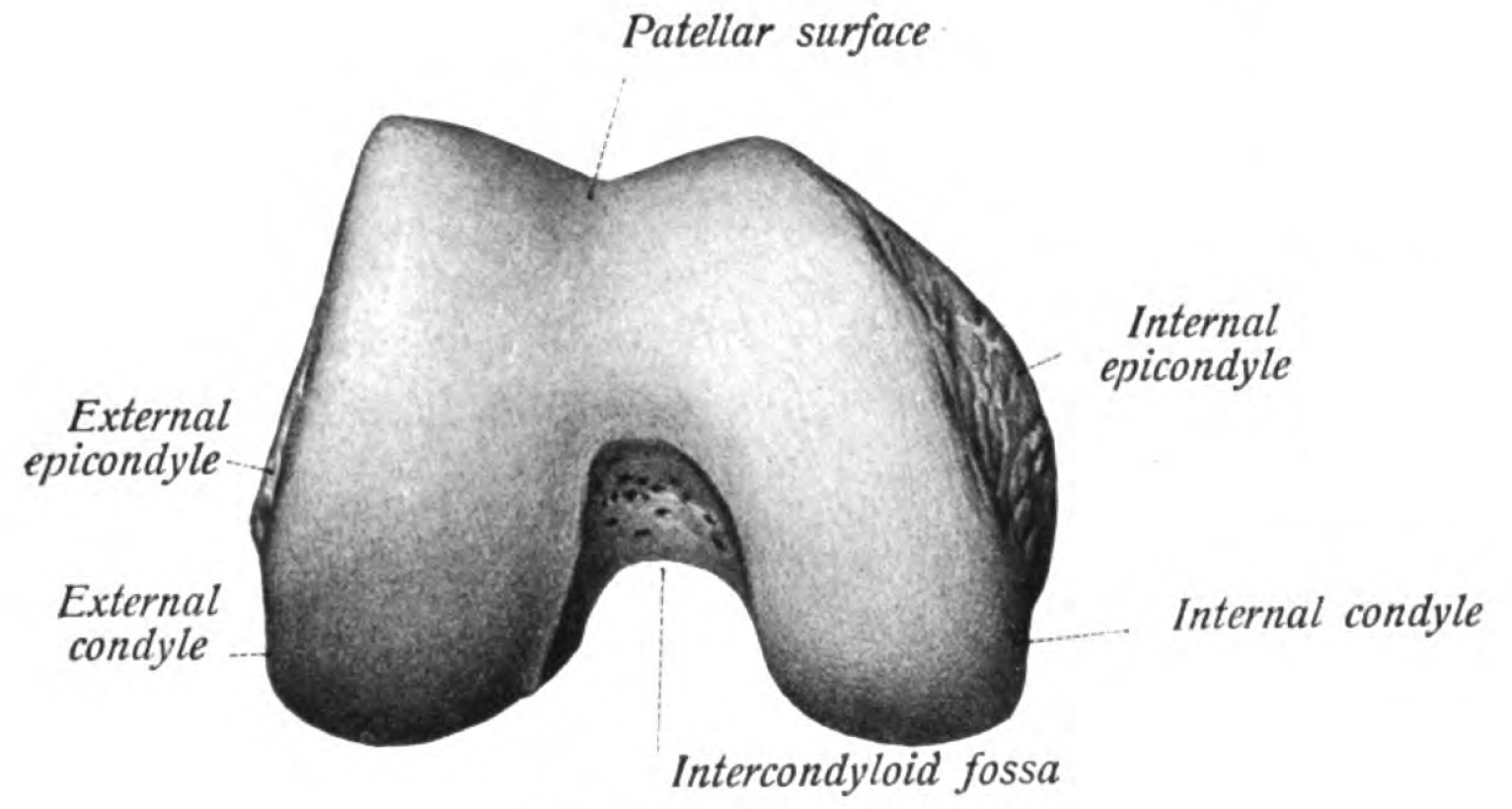
صورة لعظم الفخذ الأيمن من أسفل. الرضفة أعلى الصورة.
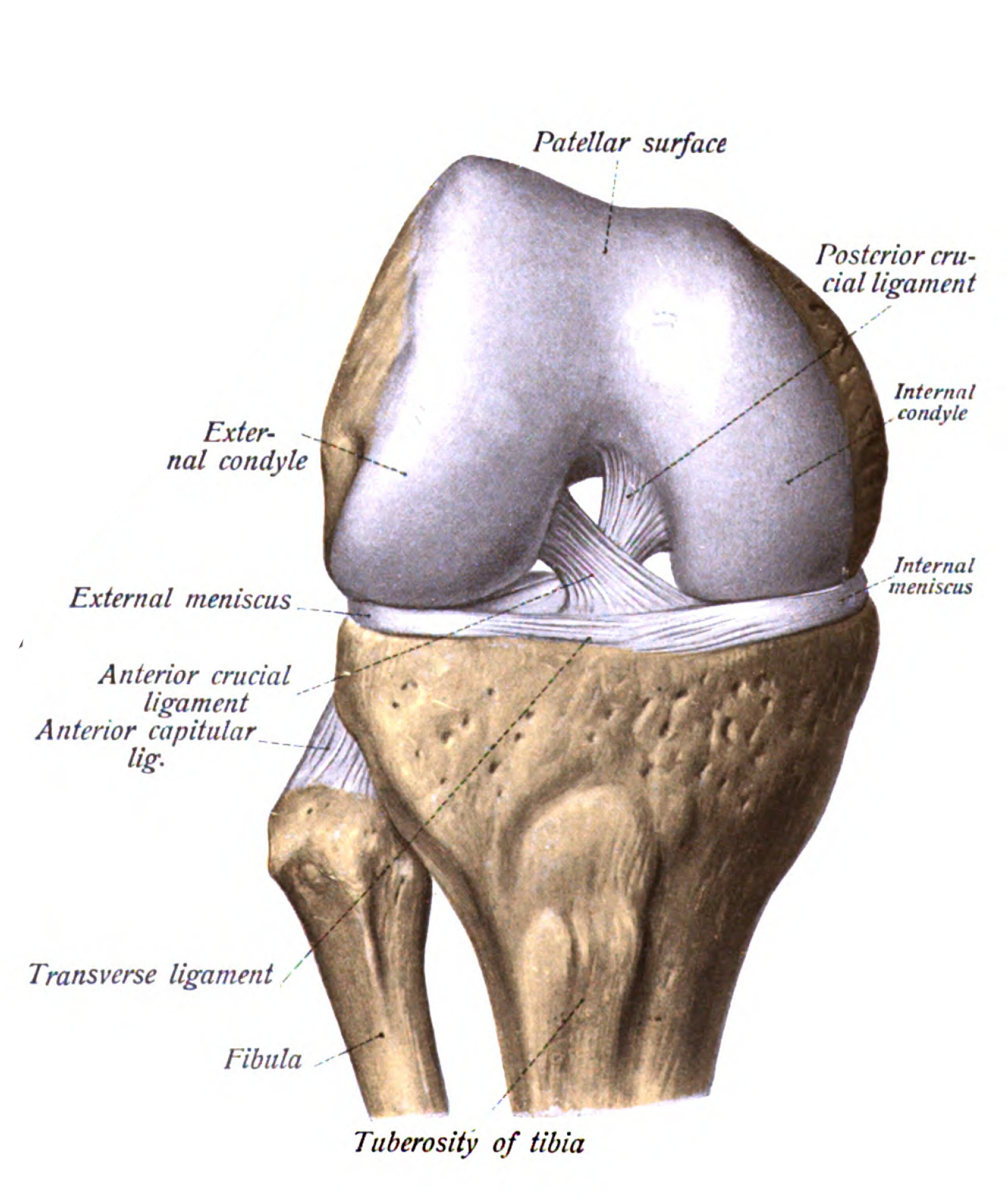
صورة لعظم الفخذ الأيمن من أسفل عند مفصل الركبة. الرضفة أعلى الصورة.
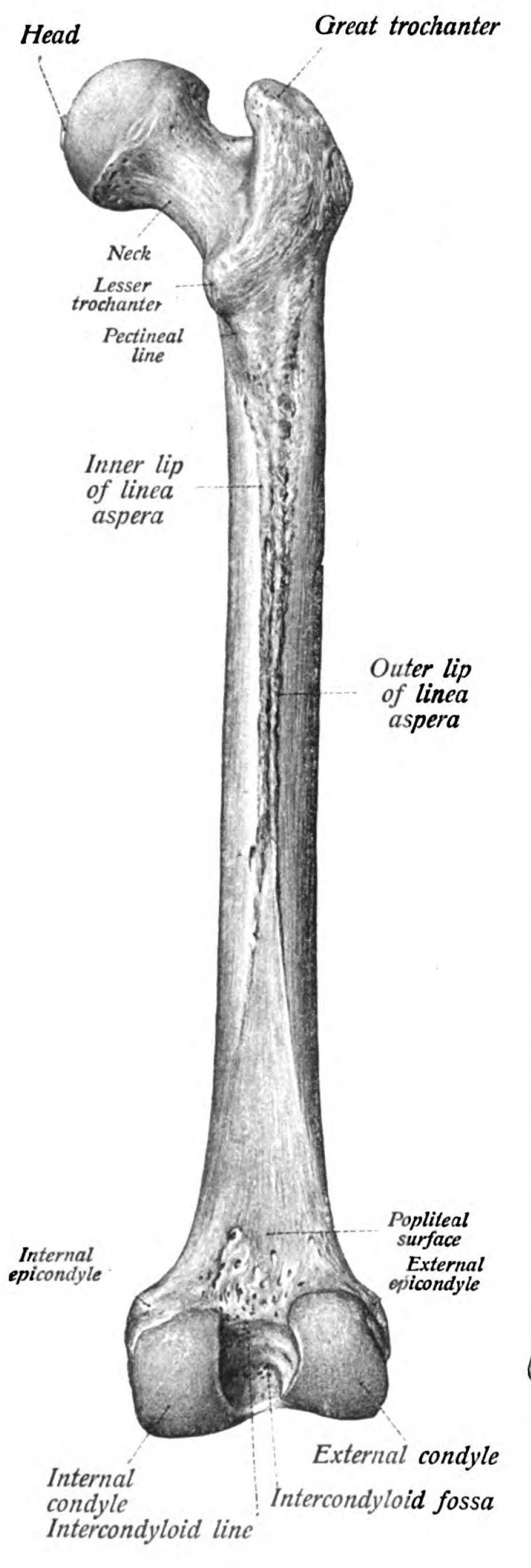
عظم الفخذ ، اللقمة الوحشية (external condyle) و اللقمة الإنسية (internal condyle) لعظم الفخذ مبينتان أسفل الصورة.
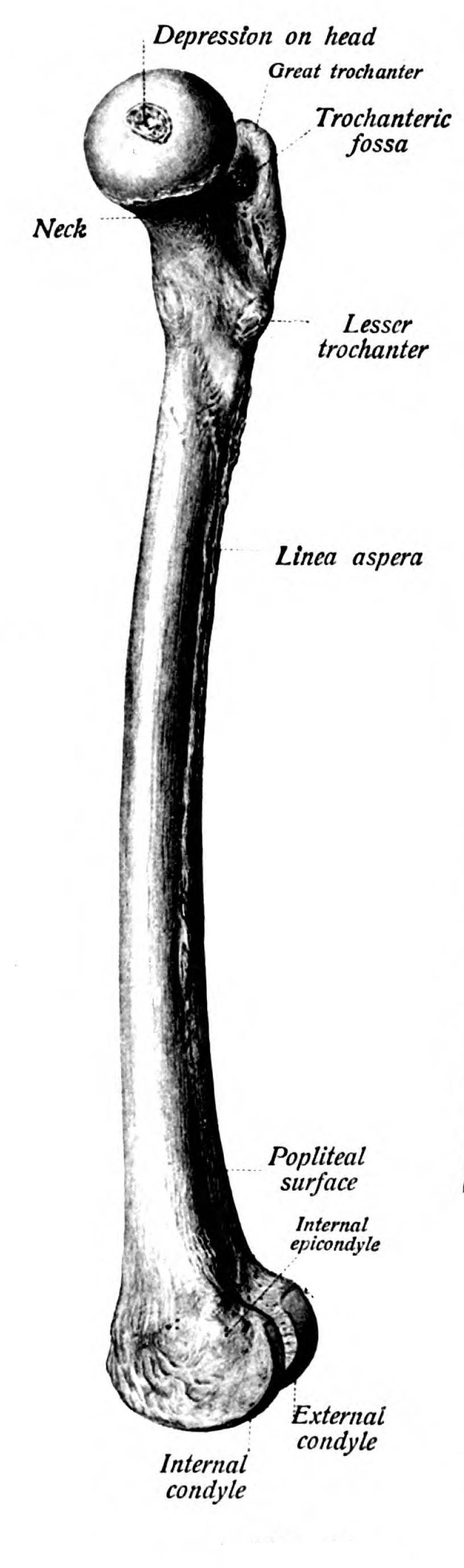
عظم الفخذ ، اللقمة الوحشية (external condyle) و اللقمة الإنسية (internal condyle) لعظم الفخذ مبينتان أسفل الصورة.
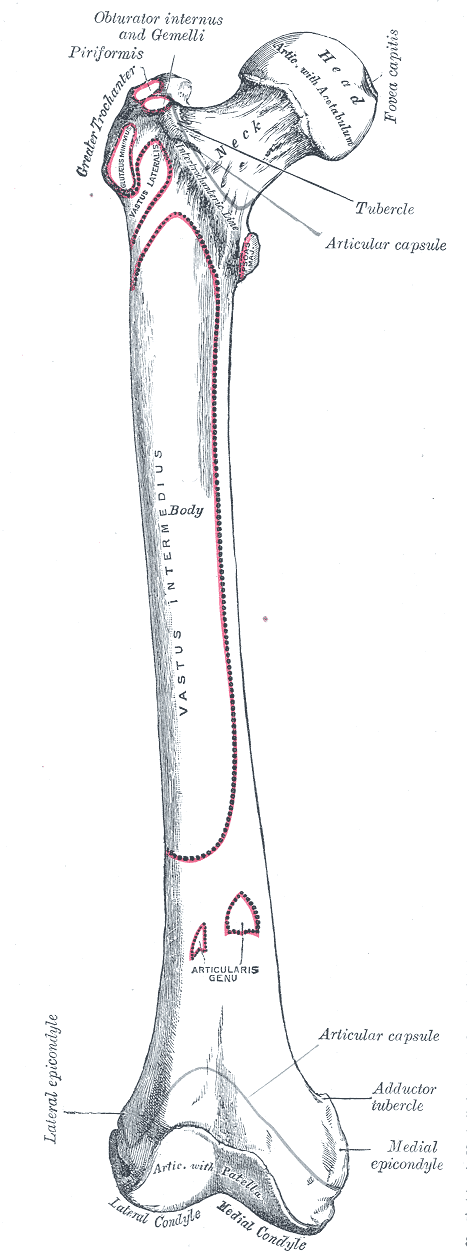
عظم الفخذ الأيمن ، السطح الأمامي.
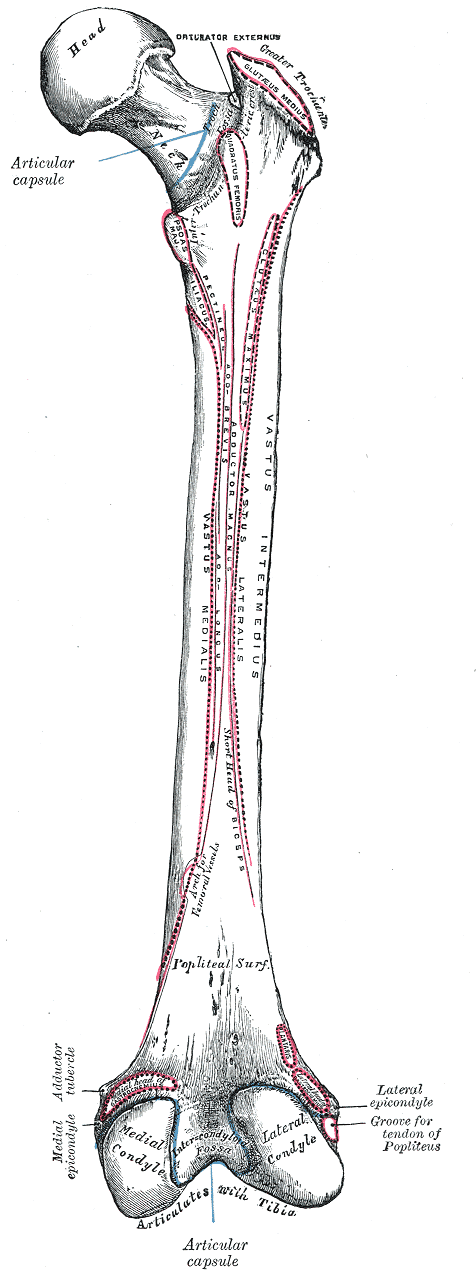
عظم الفخذ الأيمن ، السطح الخلفي.
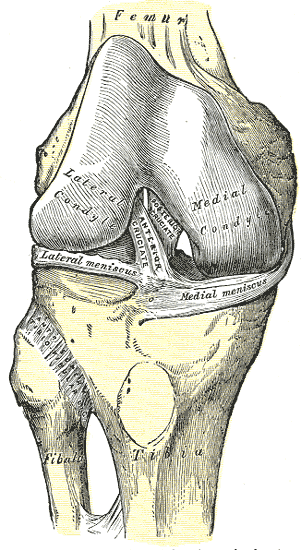
مفصل الركبة الأيمن من الأمام. الأربطة الداخلية ظاهرة.
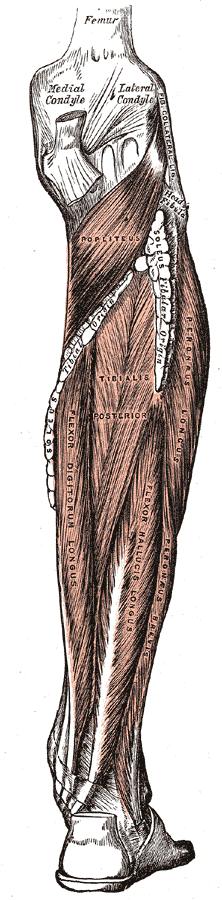
عضلات الجزء الخلفي من الساق. طبقات عميقة.
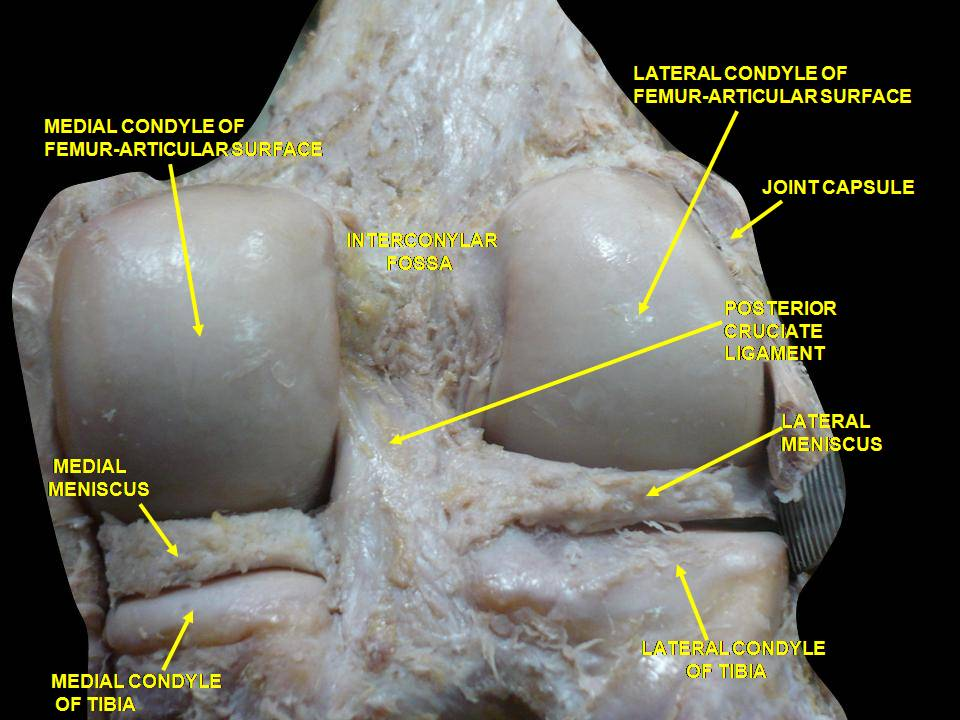
الركبة اليمني في حالة البسط. تشريح عميق. عرض خلفي.
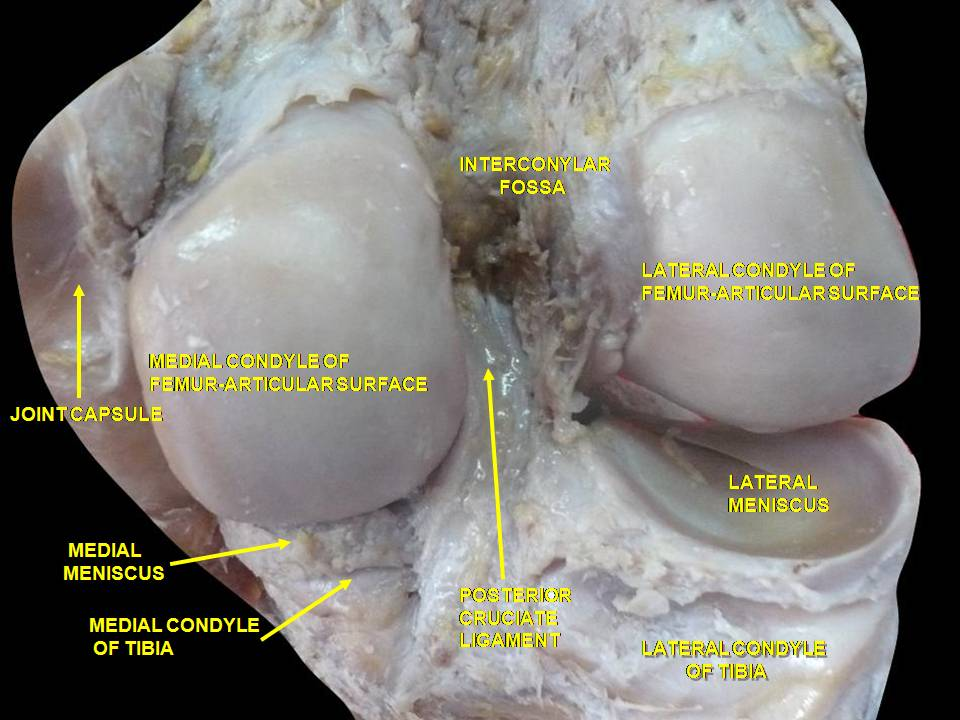
الركبة اليمني في حالة البسط. تشريح عميق. عرض خلفي.
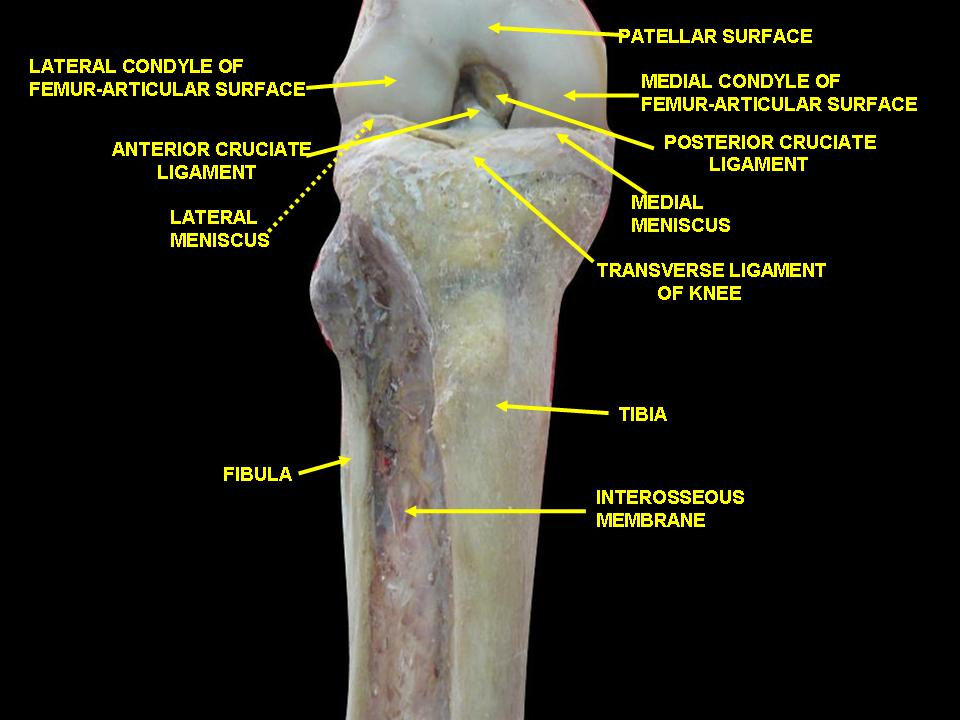
الركبة و المفصل الظنبوبي الشظوي. تشريح عميق. عرض أمامي.
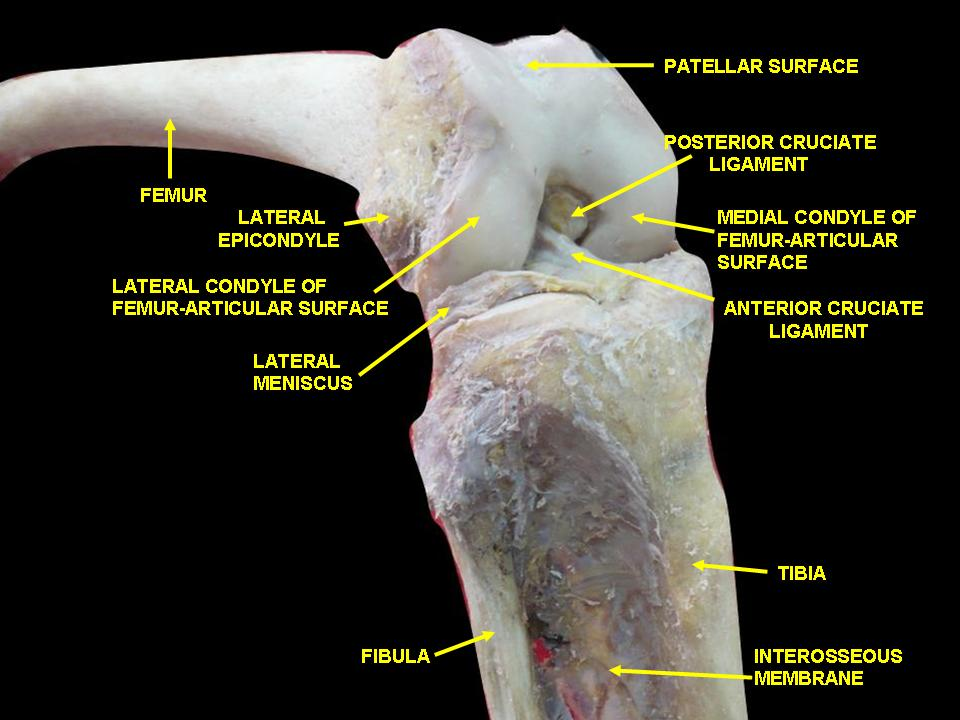
الركبة و المفصل الظنبوبي الشظوي. تشريح عميق. عرض أمامي.
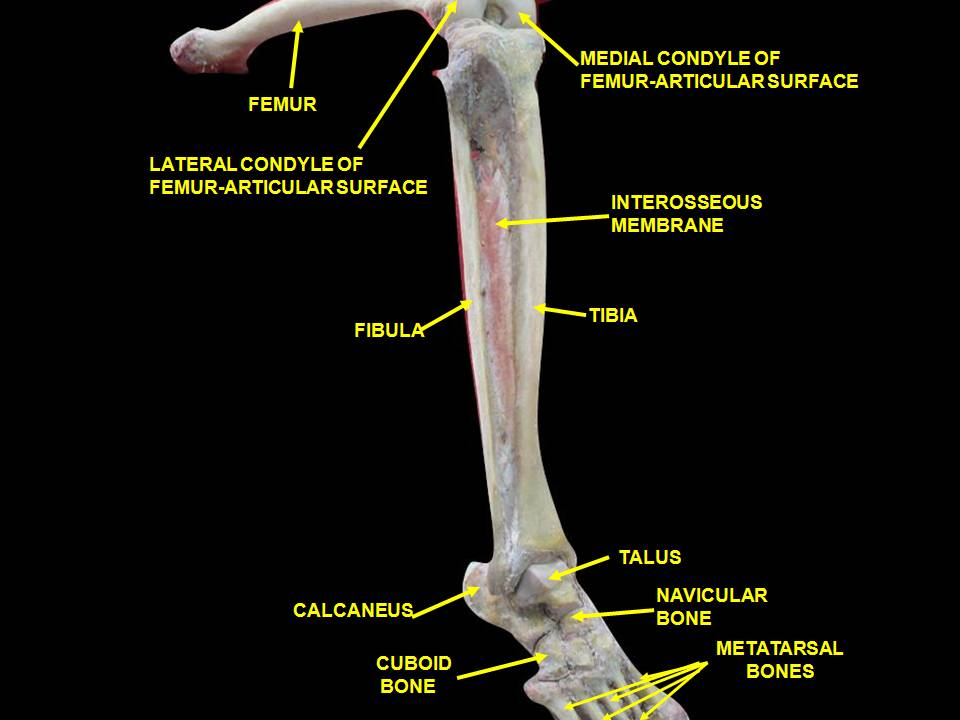
مفاصل الركبة و الظنبوبي الشظوي و الكاحل. تشريح عميق. عرض أمامي-وحشي.
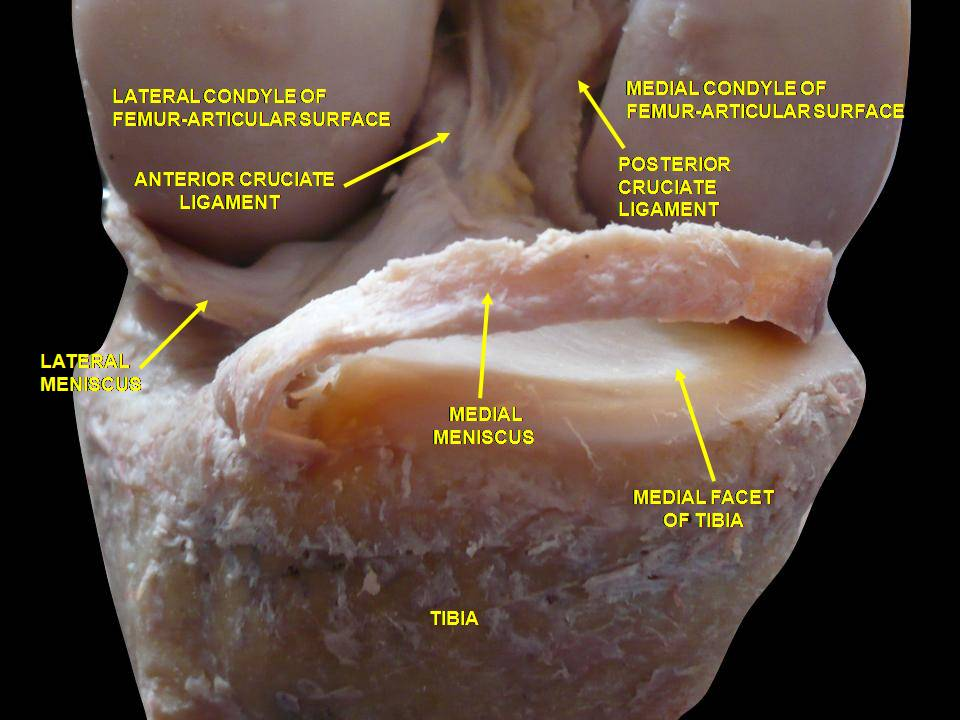
مفصل الركبة. تشريح عميق. عرض أمامي.
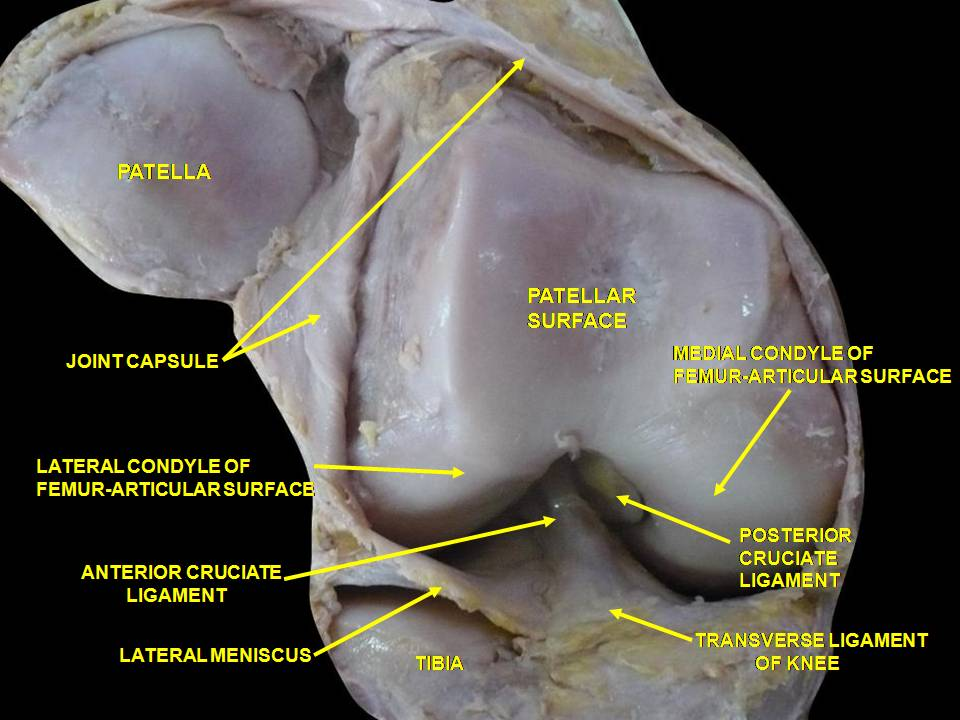
مفصل الركبة. تشريح عميق. عرض أمامي.
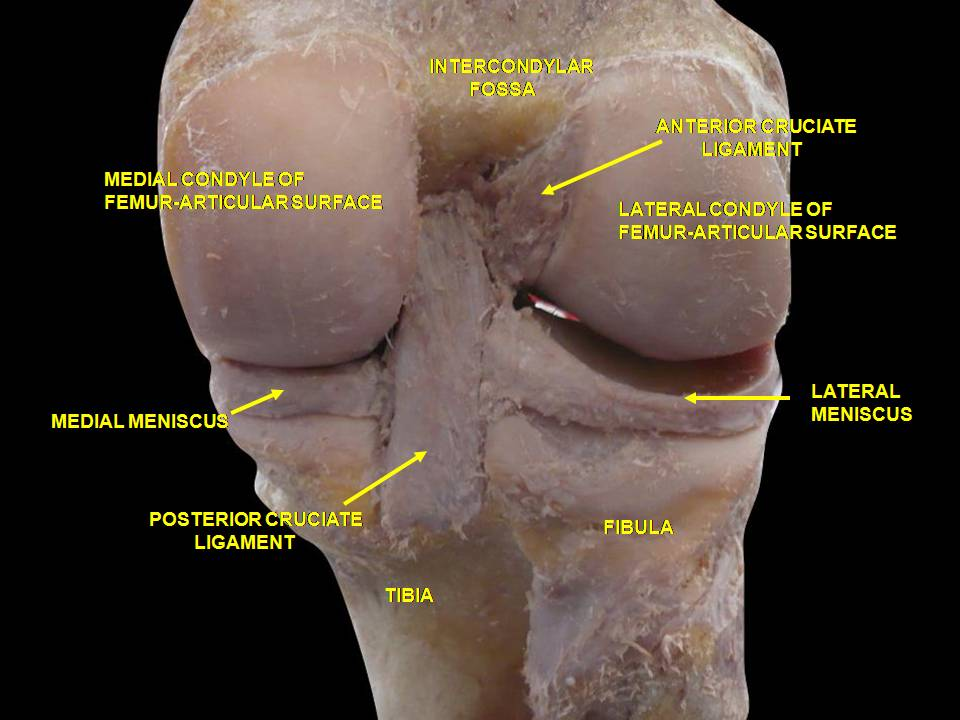
مفصل الركبة. تشريح عميق. عرض خلفي.
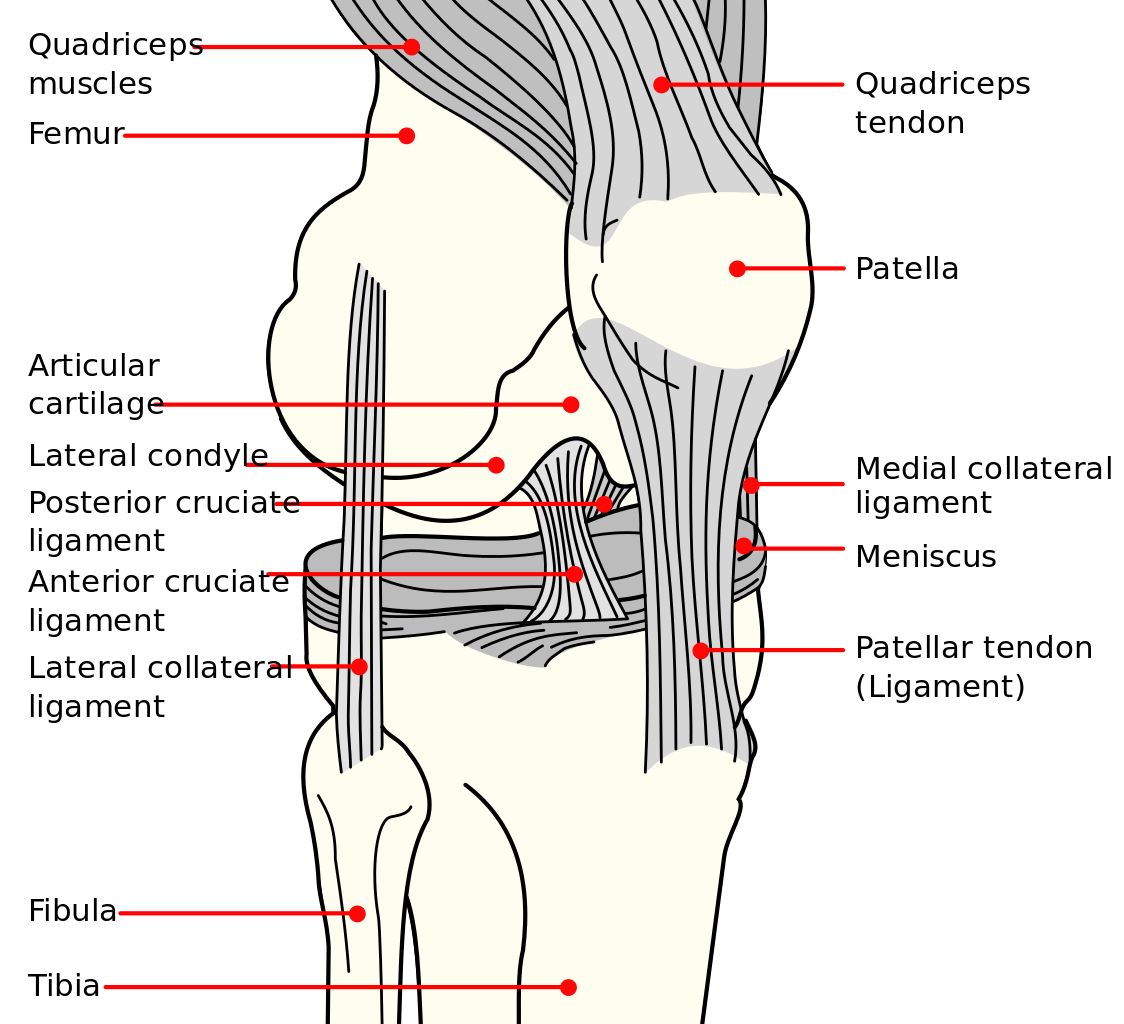
مفصل الركبة.